# Sint-Hubertuskerk (Membruggen)
De Sint-Hubertuskerk is een kerkgebouw in Membruggen in de Belgische gemeente Riemst in Limburg. Naast de kerk ligt het kerkhof met onder andere twee gotische grafstenen.
Het gebouw is een neoromaanse pseudo-basilica met een voorstaande westtoren, een driebeukig schip met zes traveeën, een doopkapel aan de westzijde van de noordelijke zijbeuk en een koor met een rechte travee, een halfronde sluiting en kooromgang. De toren is opgetrokken in mergelsteen en heeft een neoromaans rondboogportaal aan de westkant, op iedere zijde twee smalle vensters met een rondboogvorm, in de bovenste geleding twee gekoppelde galmgaten met neoromaanse decoratie en op de top een met leien gedekte ingesnoerde naaldspits. Het schip van baksteen heeft zadeldaken met rondbooglisenen, rondboogfries onder de kroonlijsten, hardstenen rondboogvensters met omlijsting van baksteen. De middenbeuk wordt van de zijbeuken gescheiden door een rondboogarcade op bundelpijlers met halfzuilen. De middenbeuk heeft een kruisribgewelf, rondboogvormige gordelbogen en ribben die worden gedragen door halfzuilen. Ook boven de zijbeuken bevinden zich kruisribgewelven. Boven de apsis bevindt zich een koepelvormig gewelf.
De kerk is de parochiekerk van het dorp en is gewijd aan Sint-Hubertus.

## Geschiedenis
Ter plaatse heeft er eerder een kerk gestaan die mogelijk in romaanse stijl gebouwd was.
In de 12e eeuw waren het tiendrecht en het patronaatsrecht van de Sint-Hubertusparochie in handen van Dirk van Pietersheim, heer van Membruggen, die omstreeks 1280 deze rechten schonk aan de door hem gestichte Abdij van Hocht te Lanaken. In 1401 kwam de kerk zelfs rechtstreeks onder deze abdij. Alle inkomsten van de parochie waren voortaan voor de Abdij, die daarvan een passend deel aan de pastoor moest afdragen.
De driebeukige kerk werd in 1666 vergroot, om aan de bevolkingsgroei tegemoet te komen. Door achterstallig onderhoud stortte de toren in op 28 juli 1726.
In 1727 stortte de oorspronkelijke toren in, waardoor de kerk aanzienlijke schade opliep. De torenklok bleek zich onbeschadigd onder het puin te bevinden.
De herbouw vond plaats in 1730. Het betrof nu een kleinere -eenbeukige- kerk, die slechts aan 400 in plaats van aan 600 mensen plaats bood. Pas omstreeks 1750 werden de zijbeuken aangebracht en in 1757 werd de toren hersteld.
In 1796 werd de abdij van Hocht opgeheven en sindsdien werden de pastoors door het bisdom benoemd.
In 1872 werd de huidige kerk gebouwd die de oude kerk verving. Daarbij is het onderste gedeelte van de herbouwde toren in de nieuwbouw hergebruikt opgenomen. Deze kerk werd opgetrokken naar het ontwerp van S.H. Vanden Boorn. In 1899 werden de kerk en de toren nog uitgebreid met een kooromgang, een traptoren en een doopkapel, naar ontwerp van Mathieu Christiaens.

## Gebouw
Het huidige gebouw is een driebeukige bakstenen pseudobasiliek in neoromaanse stijl. De vierkante westtoren is opgetrokken uit mergelsteen. Het onderste deel is uit 1757 en werd gespaard bij de bouw van de nieuwe kerk.

## Meubilair
Het meubilair is overwegend neoromaans, uit de tijd van de bouw van de huidige kerk. Enkele meubelen zijn afkomstig uit de voorganger.

### Hoofdaltaar
Het eiken hoofdaltaar is neoromaans en dateert van ca 1875. Het is onderaan ingedeeld in drie vlakken, gescheiden door vier zuiltjes met kapitelen. Centraal onder de rondboog een voorstelling van het Lam Gods, links en rechts geflankeerd door rosas met de letters alfa en omega.
Het tabernakel heeft met houtsnijwerk versierde deuren, met links en rechts trapvorm met wijnranken in houtsnijwerk. In het tabernakel bevinden zich een Luikse ciborie uit 1665 en een zilveren kelk uit 1765 van de hand van de Tongerse edelsmid Jean Joseph Binon, gekocht door de abdis van Hocht. Het Gallo-Romeins Museum van Tongeren leende beide stukken voor een tentoonstelling in 1967 en de kelk ook nog eens in 2000.
De expositietroon is een torenachtig bouwwerk. Centraal, boven het tabernakel ziet men een rondboog met voorstelling van de maaltijd van Christus met de Emmaüsgangers, waarboven een pelikaan die jongen voedt onder een nis, bekroond met een toren waarboven een kruisbeeld. Hier bevindt zich een zonnemonstrans uit 1706, met op de voetwelving twee medaillons met voorstelling van Maria met Kind en Sint-Hubertus.
Links en rechts in 2 nissen de houten beelden van St-Petrus en St-Paulus.

### Koor
Het gebrandschilderd glasraam uit 1872 stelt Sint-Hubertus, patroonheilige van de kerk, voor met hert.
Boven het dienstaltaar hangt een Calvariegroep. Het Christusbeeld is uit begin 16de eeuw, de beelden van Maria en Johannes uit de 15de eeuw.
Tegen de muur zijn acht gepolychromeerde beelden geplaatst van heiligen, met hun symbolen. Van links naar rechts:
linkerkant:
- Heilige Rosa (kruisbeeld)
- Heilige Brigitta (os, boek)
- Heilige Barbara (toren, kroon, palm, kelk)
- Heilige Juliana (mantel, monstrans)

rechterkant:
- Heilige Isidorus (schop)
- Heilige Gerlachus (varken, pelgrimsstaf)
- Heilige Antonius (kind, bloeiende stok)
- Heilige Johannes de Doper (bijbel, kruis)

Links en rechts in het koor op een houten sokkel, omgeven door een lichtboog, staan 2 grote gepolychromeerde klassieke voorstellingen (20ste eeuw) van het Heilig Hart (rechts) en Onze-Lieve-Vrouw van het Heilig Hart (links).
De communiebank uit 1875 werd gedeeltelijk gebruikt voor 2 lezenaars.
Een andere lezenaar heeft een legblad met Latijns Jezusmonogram JHS. In een vitrine worden verschillende kelken en cibories tentoongesteld, evenals enkele relieken en een koperen koker met brieven in verband met relieken en aflaten.

### Zijaltaren
De zijaltaren zijn met zuiltjes ingedeeld in drie vakken met in het midden een kruisbeeld in rosas. Tabernakel met rosas op het deurtje. Daarboven een kruisbeeld onder baldakijn, gesteund door twee zuilen, met rondboog en bekroond met puntdak met sokkel waarop een heiligenbeeld. Het geheel is versierd met houtsnijwerk, ruitjes, bloemmotief, rosas en rondbogen.
Het linkerzijaltaar is toegewijd aan de H. Maria (beeld bovenaan op een sokkel). Op het altaar staat een beeld van Sint-Jozef met Jezuskind (15de eeuw).
Het rechterzijaltaar is toegewijd aan Sint-Hubertus (beeld bovenaan op een sokkel). Op het altaar staat nog een beeld van Sint-Hubertus met hert (17de eeuw).

### Preekstoel
De preekstoel dateert van 1875. De kuip bestaat uit zes door zuiltjes gescheiden vakken met in het midden een voorstelling van zegenende Christus, en links en rechts de vier evangelisten. Links: Lucas (met rund) en Johannes (met adelaar); rechts Marcus (met leeuw) en Mattheus (met een menselijke figuur). De hemel is geschraagd op een voorstelling van Christus als goede herder.

### Biechtstoelen
De twee biechtstoelen links en rechts zijn van omstreeks 1870.
De eiken biechtstoel achteraan dateert van 1779, ten tijde van pastoor Caproens.

### Kruiswegstaties
Aan de muren hangen de 14 kruiswegstaties, in houten kader met verguld bloempje in de bovenhoeken en bekroond met een kruisje (20ste eeuw).
Aan de noordkant van voor naar achter: de staties I tot en met VI.
Aan de zuidkant van achter naar voor: de staties VII tot en met XIV.

### Achterzijde van de kerk
Hier bevinden zich drie gepolychromeerde houten beelden. Boven het portaal staat een buste van Ecce Homo: Christus met doornenkroon (17de eeuw). Links ervan Sint-Franciscus van Assisi met bruine pij en rechts ervan Sint-Rochus met pelgrimsstaf, een jongetje en een hondje (beide beelden begin 18de eeuw).
Het doksaal en de orgelkast dateren uit 1892. Het eenvoudig, maar degelijk romantisch orgel uit 1890 is een zeer gaaf bewaarde realisatie van de Sint-Truidense orgelmaker Theodoor Ruef en wordt beschouwd als een van zijn betere werken. Het orgel telt 16 registers, verdeeld over twee klavieren en pedaalwerk. Het orgel is beschermd sinds 1998. In december 2010 kende de Vlaamse Regering een premie toe voor de restauratie. De restauratiewerken gaan binnenkort van start.

### Doopkapel
De hardstenen doopvont dateert van omstreeks 1850. Het deksel is uit messing en bekroond met een bol met kruisje.

### Sacristie en bid- en rouwkapel
Bij de restauratie in 2005 werd de ruimte achter de sacristie ingericht als bid- en rouwkapel. De kerkbank van Nicolaes Thijs dateert van 1793. Een eenvoudig zitbankje uit 1796 is van pastoor Simon Caproens, de laatste pastoor die door de abdij werd benoemd.

### Toren
In de buitenmuur van de toren zijn gedenkstenen ingemetseld. Links van pastoor Ignatius Martinus Wilmots (†1863) en rechts van pastoor Joannes Guilielmus Cunen (†1820) en kapelaan Wijnandus Geuten (†1832).

### Kerkhof
Op het kerkhof staan hardstenen grafkruisen uit de 16de tot 18de eeuw van, respectievelijk, Mey Symens (16de eeuw), Cornelis Copis (1533), Willem Doinen (1777) en Arnold Thijs (1792).

## Galerij

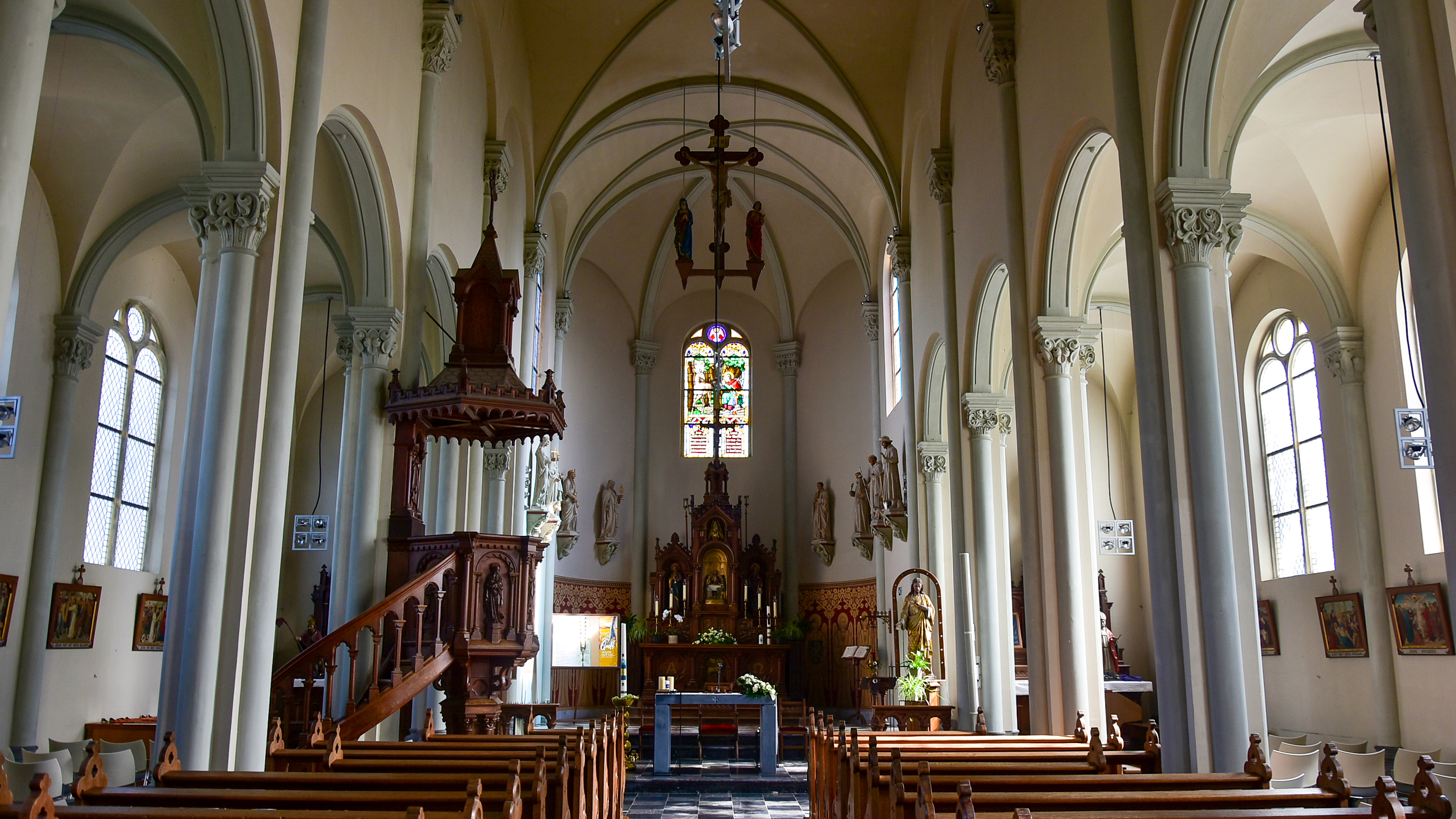
Koor en kerkschip
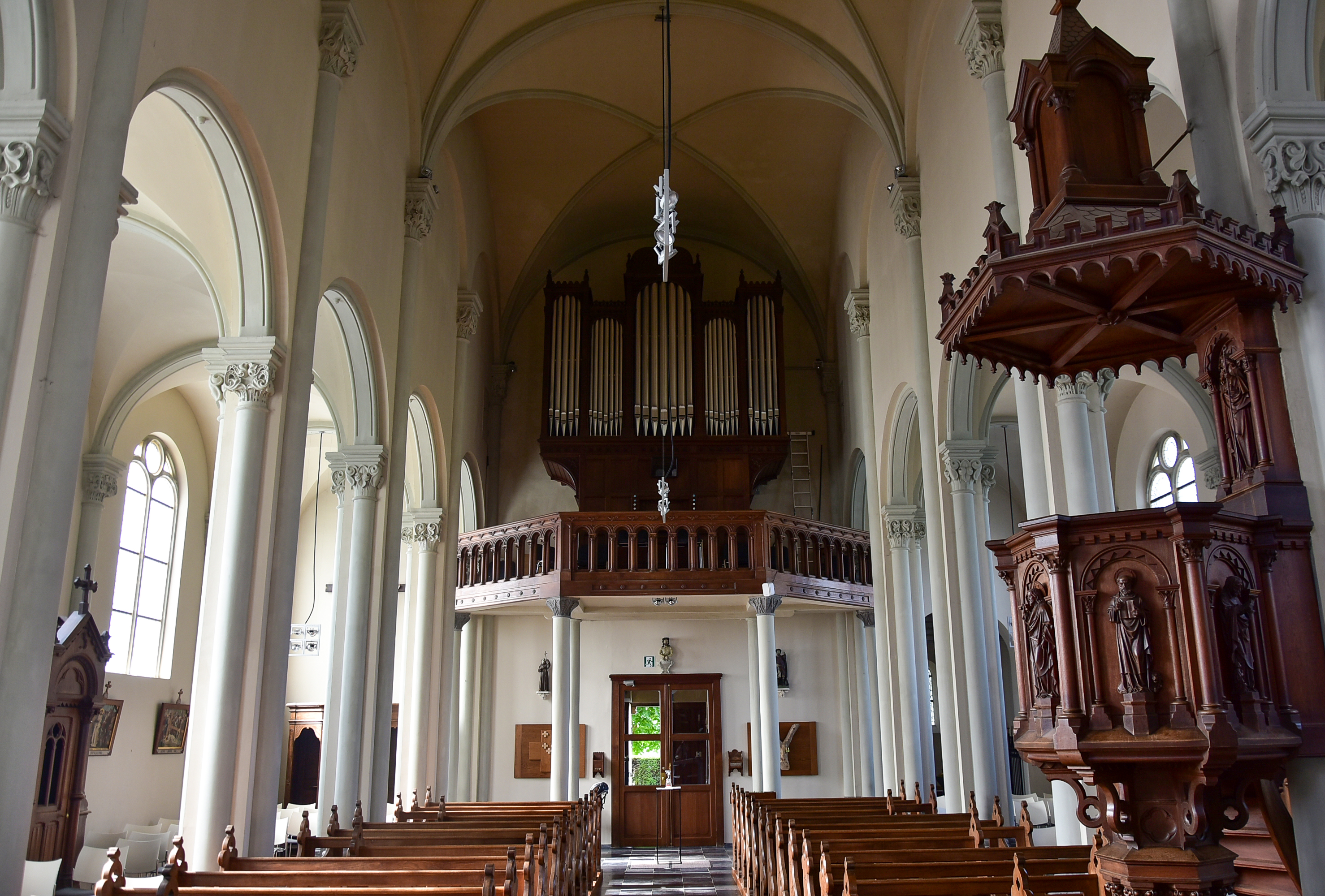
Achterzijde en kerkorgel